# Reino da Noruega (1814)
O Reino da Noruega (em norueguês: Kongeriget Norge) foi um Estado autodeclarado que existiu brevemente entre fevereiro e novembro de 1814. A Noruega estava em união com a Dinamarca desde o século XIV até ser cedida em janeiro de 1814 pelo rei Frederico VI à Suécia através do Tratado de Kiel, assinado logo após o fim da Sexta Coligação. Entretanto, o povo norueguês ficou insatisfeito e reuniu-se em apoio ao vice-rei, o príncipe Cristiano Frederico da Dinamarca, que reivindicou o trono como seu legítimo herdeiro. Uma assembleia constituinte rapidamente foi formada e aprovou em 17 de maio a Constituição da Noruega.
Carlos João, Príncipe Herdeiro da Suécia, recusou-se a aceitar a independência norueguesa, porém não havia presença sueca no país para fazer cumprir sua reivindicação. A Noruega afirmou que, já que o rei dinamarquês tinha abdicado, o povo norueguês tinha liberdade para escolher seu destino. Carlos João acabou por invadir a Noruega em julho e rapidamente conquistou o país. Um novo tratado foi assinado na Convenção de Moss em agosto, em que Cristiano Frederico abriu mão de suas reivindicações e a Noruega entrou em união pessoal com a Suécia, que por sua vez aceitou a constituição aprovada em maio.